# Martina Balboni
Martina Balboni (Modena, 29 gennaio 1991) è una pallavolista italiana, palleggiatrice della Futura Giovani.

## Carriera

### Club
Martina Balboni comincia a giocare a pallavolo nel 2005 nell'Anderlini con la quale resta per tre stagioni, disputando i campionati di Serie C e Serie D. Nella stagione 2007-08 passa al Sassuolo, giocando nel campionato di Serie B2, mentre nella stagione successiva viene promossa in prima squadra, in Serie A1.
Dopo un'annata in Serie B1 con il Reggio Emilia, nella stagione 2010-11 viene ingaggiata dall'Universal Modena, neopromossa in Serie A1; la stagione successiva passa al Villanterio.
Nella stagione 2012-13 viene ingaggiata dal Bergamo, mentre in quella successiva veste la maglia della Pro Victoria Monza, in Serie A2, dove resta per due annate, per poi passare al Forlì per il campionato 2015-16, militante nella stessa divisione, aggiudicandosi la Coppa Italia di Serie A2 e ottenendo la promozione in Serie A1.
Nella stagione 2016-17 è nuovamente al club di Monza, neopromosso in Serie A1, con cui conquista la Challenge Cup 2018-19; dopo un triennio in Lombardia, nell'annata 2019-20 torna a disputare il campionato cadetto, ingaggiata dalla Roma Club, mentre in quella seguente indossa la maglia della Megavolley, neopromossa in Serie A2, ottenendo la promozione in Serie A1. Nella stagione successiva si accasa all'Academy Sassuolo, sempre nel campionato cadetto, categoria che la vede impegnata anche nell'annata 2022-23 quando si lega alla Futura Giovani.

## Palmarès

### Club
- Coppa Italia di Serie A2: 1

2015-16
- Challenge Cup: 1

2018-19